# Sphinx luscitiosa

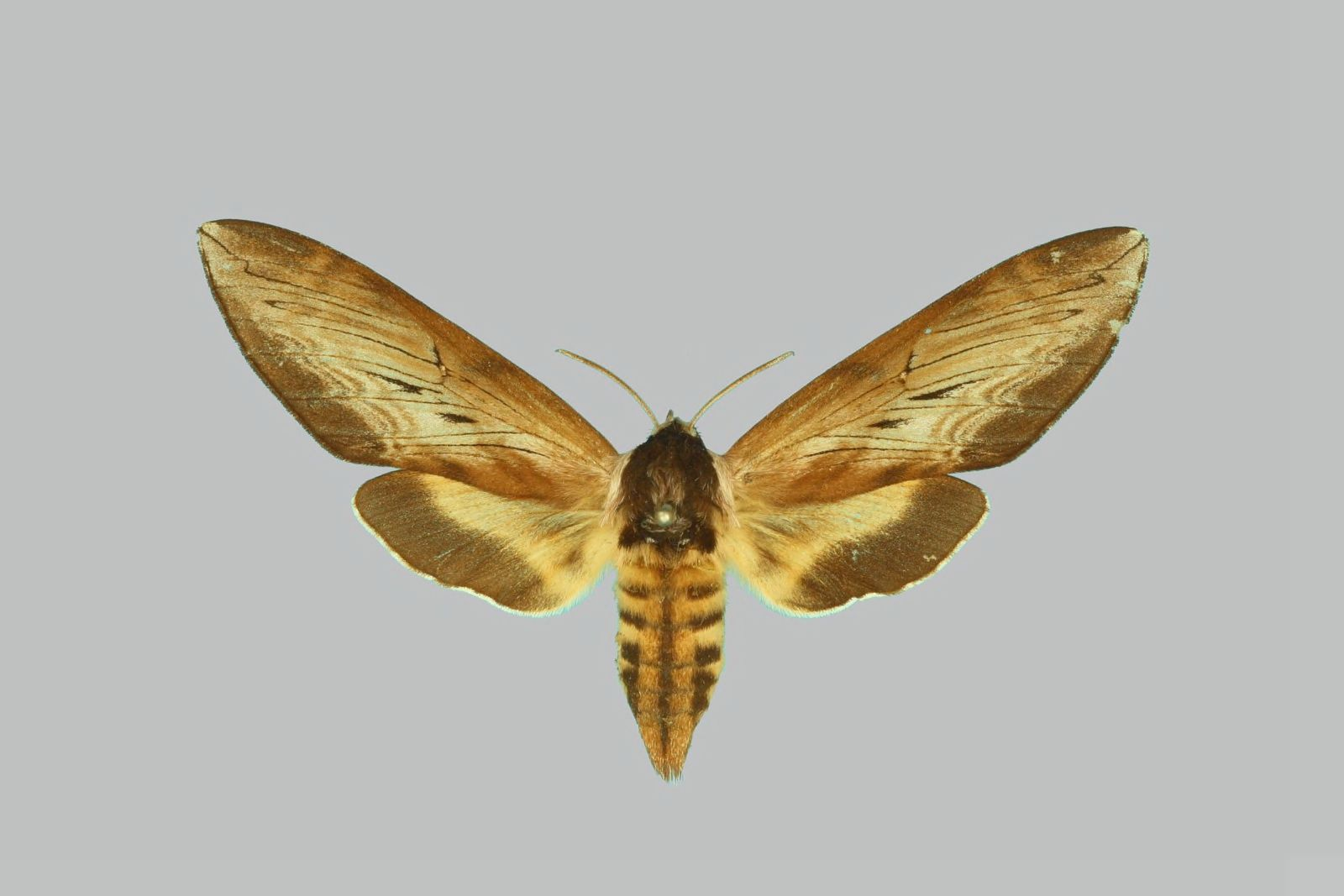
Sphinx luscitiosa, Weibchen

Sphinx luscitiosa ist ein Schmetterling (Nachtfalter) aus der Familie der Schwärmer (Sphingidae). Die Art besiedelt weite Teile des nördlichen Nordamerikas.

## Merkmale
Die Falter haben eine Vorderflügellänge von 26 bis 37 Millimeter. Sphinx luscitiosa ist in Nordamerika die Schwärmerart mit den größten Unterschieden zwischen Männchen und Weibchen (Sexualdimorphismus). Die Vorderflügel sind bei den Männchen auf der Oberseite gelblich grau und bei den Weibchen blassgrau mit schwachem gelben Schimmer. Die schwarze Binde am Außenrand wird zum Innenrand hin breiter. Bei den Männchen sind die Hinterflügel oberseits kräftig gelb, bei den Weibchen blassgelb. Bei beiden Geschlechtern haben die Hinterflügel einen breiten, schwarzen Rand. Die gelben Hinterflügel sind beim Männchen ein eindeutiges Bestimmungsmerkmal. Bei den Weibchen ist die Farbe der Hinterflügel nicht immer zuverlässig zur Bestimmung geeignet, da die Weibchen von Sphinx gordius und Sphinx poecila ähnlich sind. Die Antemediallinie auf den Hinterflügeln ist jedoch bei Sphinx luscitiosa-Weibchen auf der Oberseite häufig nur schwach entwickelt und fehlt auf der Unterseite. Männchen sind sowohl geographisch als auch innerhalb einer Population kaum variabel. Bei den Weibchen ist die dunkle Musterung der Vorderflügel und die Breite der dunklen Marginalbinde der Hinterflügel variabel.
Die Raupen haben sieben Paare schräger, weißer Seitenstreifen, die zum Rücken hin violett gerandet sind. Das Analhorn ist dorsal schwarz, ventral gelblich grün. Der Thorax und der Körperbereich unterhalb der Stigmen ist stark weiß gepunktet.
Die Puppe ist matt schwarz und hat eine leicht raue Oberfläche. Die sehr kurze Rüsselscheide liegt frei und ist etwas vom Körper weggekrümmt, so wie auch bei Sphinx sequoiae. Der lange Kremaster ist schmal und endet in einer Doppelspitze.

## Vorkommen
Sphinx luscitiosa besiedelt weite Teile des nördlichen Nordamerikas. Im Nordosten der Vereinigten Staaten ist die Art südlich bis nach New Jersey und über die Großen Seen bis in die nördlichen Staaten der Great Plains verbreitet. Es gibt isolierte Vorkommen in St. Louis in Missouri und im nördlichen Zentralnebraska im Cherry County. Weitere Nachweise gibt es aus den Rocky Mountains vom Norden Utahs und aus dem Arapahoe County in Colorado. Neben den häufigen Vorkommen im Norden Michigans tritt die Art am häufigsten in Kanada auf. Dort ist sie von Nova Scotia und New Brunswick, dem Süden Québecs, weiten Teilen Ontarios, dem Süden Manitobas, nördlich bis zumindest Barrhead in Alberta und in Northwest Territory sogar weiter nördlich bis nach Yellowknife verbreitet. Es gibt je einen Nachweis der Art am Yukon River im Yukon Territory, aus Fort Resolution am Ufer des Great Slave Lake im Northwest Territory sowie aus Zentralalaska.
Sphinx luscitiosa besiedelt boreale Wälder, in denen Weidengewächse (Salicaceae) häufig sind. Im Westen ihres Verbreitungsgebietes ist die Art an Flussläufe gebunden.

## Lebensweise
Die Falter schlüpfen am späten Nachmittag und werden noch am selben Tag aktiv. Die Weibchen fliegen anders als die Männchen regelmäßig Lichtquellen an. Die Tiere sind während der Dämmerung beim Blütenbesuch an Heckenkirschen (Lonicera), Gemeinem Flieder (Syringa vulgaris) und Gewöhnlicher Seidenpflanze (Asclepias syriaca) nachgewiesen. Es gibt auch Nachweise von Blütenbesuchen am Tag an Elaeagnus angustifolia und Löwenzahn (Taraxacum).

### Flug- und Raupenzeiten
Die Falter fliegen in einer Generation von Anfang Juni bis Mitte Juli.

### Nahrung der Raupen
Die Raupen fressen meist an Weiden (Salix), Pappeln (Populus) und Birken (Betula). Daneben findet man sie auch an Rosmarinheide (Andromeda polifolia), Heidelbeeren (Vaccinium), Myrica und Ilex glabra.

## Entwicklung
Die Weibchen legen ihre Eier am frühen Abend an beiden Seiten der Blätter der Raupennahrungspflanzen ab. Die Raupen sind Einzelgänger. Sie verpuppen sich mehrere Zentimeter tief in einer Kammer im Erdboden.

## Belege